# 利特佛斯市
利特佛斯市（英語：Little Falls）是位於美国纽约州赫基默郡的一個城市。位在利特佛斯鎮的東南邊，由提卡的東邊。這個城市沿著莫霍克河兩岸興建，因為河流上的貿易活動而興起。在1852年伊利運河興建之後，這個河谷的對外交通大為改善，經由哈德遜河，可以抵達五大湖區。